# Temecula (Kalifornia)
Temecula város az USA Kalifornia államában, Riverside megyében. Lakosainak száma 110 003 fő (2020. április 1.).

## Népesség
A település népességének változása:

| 2010 | 100 097 |
| 2020 | 110 003 |